# فرودگاه کولویل لیک

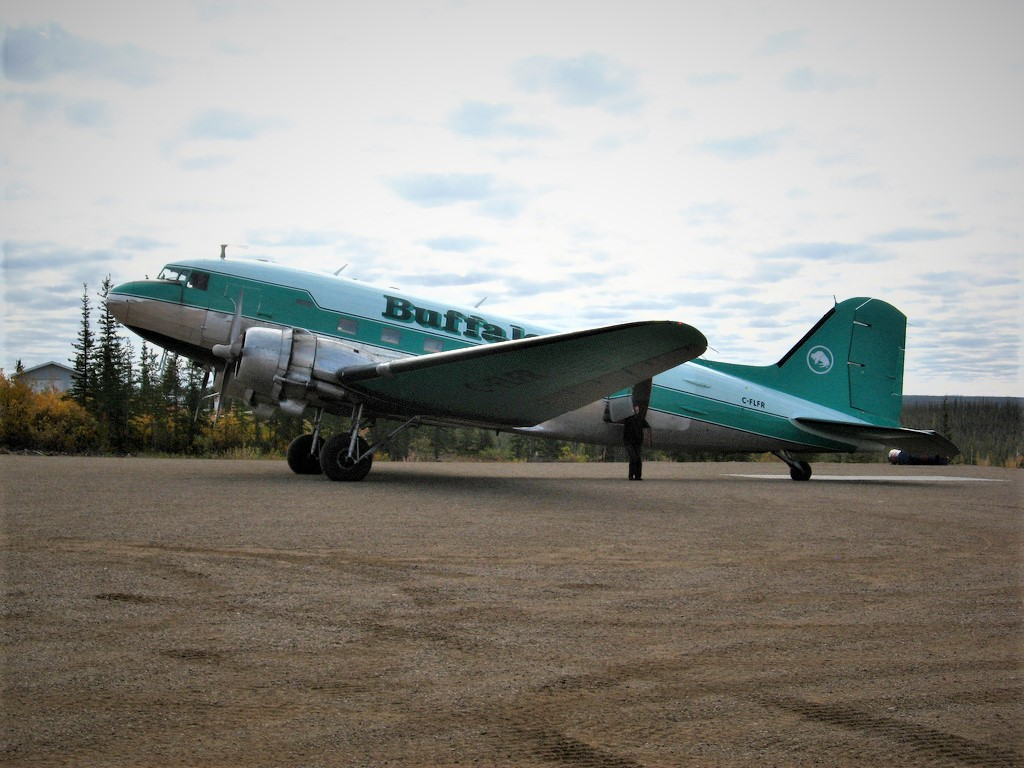
نمایی از باند شنی فرودگاه کولویل لیک ، کانادا

فرودگاه کولویل لیک (به انگلیسی: Colville Lake Airport) یک فرودگاه همگانی با کد یاتا YCK است که یک باند فرود شن دارد و طول باند آن ۸۴۴ متر است. این فرودگاه در کشور کانادا قرار دارد و در ارتفاع ۲۵۹ متری از سطح دریا واقع شده‌است.

## شرکت‌های هواپیمایی و مقصدهای پروازی
| شرکت‌های هواپیمایی | مقصدهای پروازی                             |
| ----------------- | ------------------------------------------ |
| نورث-رایت ایرویز  | On demand service: فورت گود هوپ، نورمن ولز |